# Lola (Präfektur)

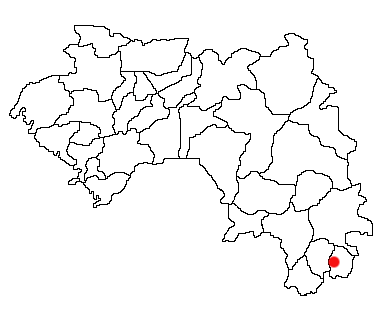
Lage von Stadt und Präfektur Lola in Guinea

Lola ist eine Präfektur in der Region Nzérékoré in Guinea mit etwa 123.000 Einwohnern. Wie alle guineischen Präfekturen ist sie nach ihrer Hauptstadt, Lola, benannt.
Die Präfektur liegt im Süden des Landes, angrenzend an Liberia und die Elfenbeinküste, und umfasst eine Fläche von 4.219 km². Hier an der Grenze zu den beiden Nachbarländern liegt der Mount Nimba, die höchste Erhebung des Landes.